# Champagne Moët & Chandon
Moët & Chandon (prononciation /moɛt‿e ʃɑ̃ˈdɔ̃/) est une maison de Champagne fondée en 1743 (labellisée Architecture contemporaine remarquable) et détenue aujourd'hui par le groupe de luxe LVMH, avenue de Champagne à Épernay. C'est le premier négociant manipulant de Champagne, avec 1 190 hectares de vignoble possédés en propre et des achats de raisins sur près de 3 000 hectares, avec 12,5 millions de bouteilles vendues en 1971 et 22,8 millions (avec les trois marques Moët et Chandon, Ruinart et Dom Pérignon) en 2011. Les trois marques sont regroupées au sein de la société MHCS.

## Histoire

Ancien logo de Moët & Chandon.

Claude Moët, négociant en vin à Epernay depuis le début du XVIIIe siècle, fonde en 1743 la Maison Moët à Epernay. Auparavant, la propriété appartenait à un écrivain qui y avait reçu Voltaire et André Chénier.[réf. nécessaire] Il dote le domaine d'un vaste jardin à l'anglaise. Entre 1805 et 1807, deux pavillons sont ajoutés pour ses enfants Victor et Adélaïde, un bassin en forme de bouteille de champagne et une orangerie, le tout dessiné par le portraitiste et miniaturiste lorrain Jean-Baptiste Isabey. Napoléon Bonaparte et Joséphine sont venus y résider plusieurs fois[réf. nécessaire].
Plus tard, Richard Wagner, lors d'un séjour, y trouvera l'inspiration de son opéra Tristan et Isolde, en jouant sur l'orgue à dix-huit trous du salon de musique[réf. nécessaire].
En 1792, Jean-Rémy Moët prend la direction de la maison fondée par son grand-père en 1743. Il fait construire son nouvel hôtel particulier à Épernay, au faubourg de la Folie, aujourd'hui avenue de Champagne, près du site où sont installés les caves et les entrepôts de l'entreprise familiale, et développe l'activité de négoce.
En 1833, la maison Moët devient Moët et Chandon après l'entrée du gendre de Jean-Rémy Moët, Pierre-Gabriel Chandon de Briailles, associé à la direction de la maison à Victor Moët de Romont.
La maison de champagne connaît une impulsion des ventes en développant les exportations en Europe, puis dans le monde.
Sous le contrôle de Robert-Jean de Vogüé (1896-1976), Moët & Chandon fait l'acquisition de son concurrent Ruinart en 1962, puis, en 1970, de la maison Mercier. En 1973, Moët & Chandon investit en Californie avec le lancement du Domaine Chandon, situé dans la vallée de Napa[réf. nécessaire].

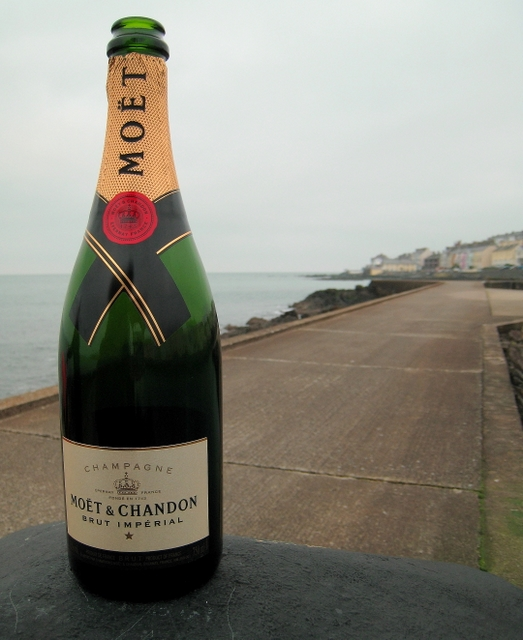
Une bouteille de champagne Moët & Chandon, en 2009.

Dans les années 1950, Robert-Jean de Vogüé, président de Moët & Chandon, souhaite développer d'autres activités que le champagne, tout en tirant profit du savoir-faire de la maison. Conscient qu'aucune extension du vignoble n'est possible autour de Reims et Épernay, il se tourne donc vers l'Amérique du Sud. Moët & Chandon choisit l'Argentine d'après sa forte tradition viticole. Invité à Buenos Aires par son neveu, Bertrand de Ladoucette, il remarque que les Argentins des bars populaires boivent du vin blanc, agrémenté d'eau gazeuse et de glaçons[réf. nécessaire].
L'entreprise crée alors un mousseux, qui doit à terme concurrencer le champagne. Il ne s'agit pas seulement d'en faire un produit destiné aux célébrations familiales. Le mousseux Moët & Chandon s'immisce ainsi dans le quotidien des Argentins urbains (jadis appelés Argentins citadins), remplaçant le whisky[réf. nécessaire]. Plusieurs déclinaisons du produit sont lancées. En 2021, l'entreprise exploite plus de 500 ha en Argentine. Sur le même modèle[Lequel ?], d'autres projets internationaux ont été initiés, au Brésil et en Californie en 1973, en Australie en 1986 puis en Inde et en Chine en 2013. Au total, sur six sites, Moët & Chandon cultive 2 000 ha pour produire ses mousseux.
L'entreprise investit hors du monde vinicole avec l'acquisition des Parfums Christian Dior en 1971. Elle initie également en 1971 le rapprochement avec la maison de Cognac Hennessy, donnant naissance au groupe Moët-Hennessy qui deviendra une pierre angulaire du groupe LVMH, créé en 1987 à la suite de la fusion avec le maroquinier Louis Vuitton.
Le 16 février 2010, la société Champagne Moët & Chandon (097-050-033) est radiée à la suite d'une fusion.
Entre 2011 et 2018, l'entreprise s'agrandit avec la construction d'un nouveau centre de vinification sur le site de Mont-Aigu à Oiry. Cet ensemble architectural conçu par Giovanni Pace est labellisé « Architecture contemporaine remarquable » en 2023.
L'entreprise est actuellement exploitée par la société MHCS.

## Le domaine
Possédant plus de 1 190 hectares, Moët & Chandon est à la tête du plus gros vignoble de Champagne. Cependant, le raisin issu de ses vignes ne lui fournit que 25 % de sa production. La maison achète donc du raisin ou du moût à des propriétaires.

## Galerie de photos

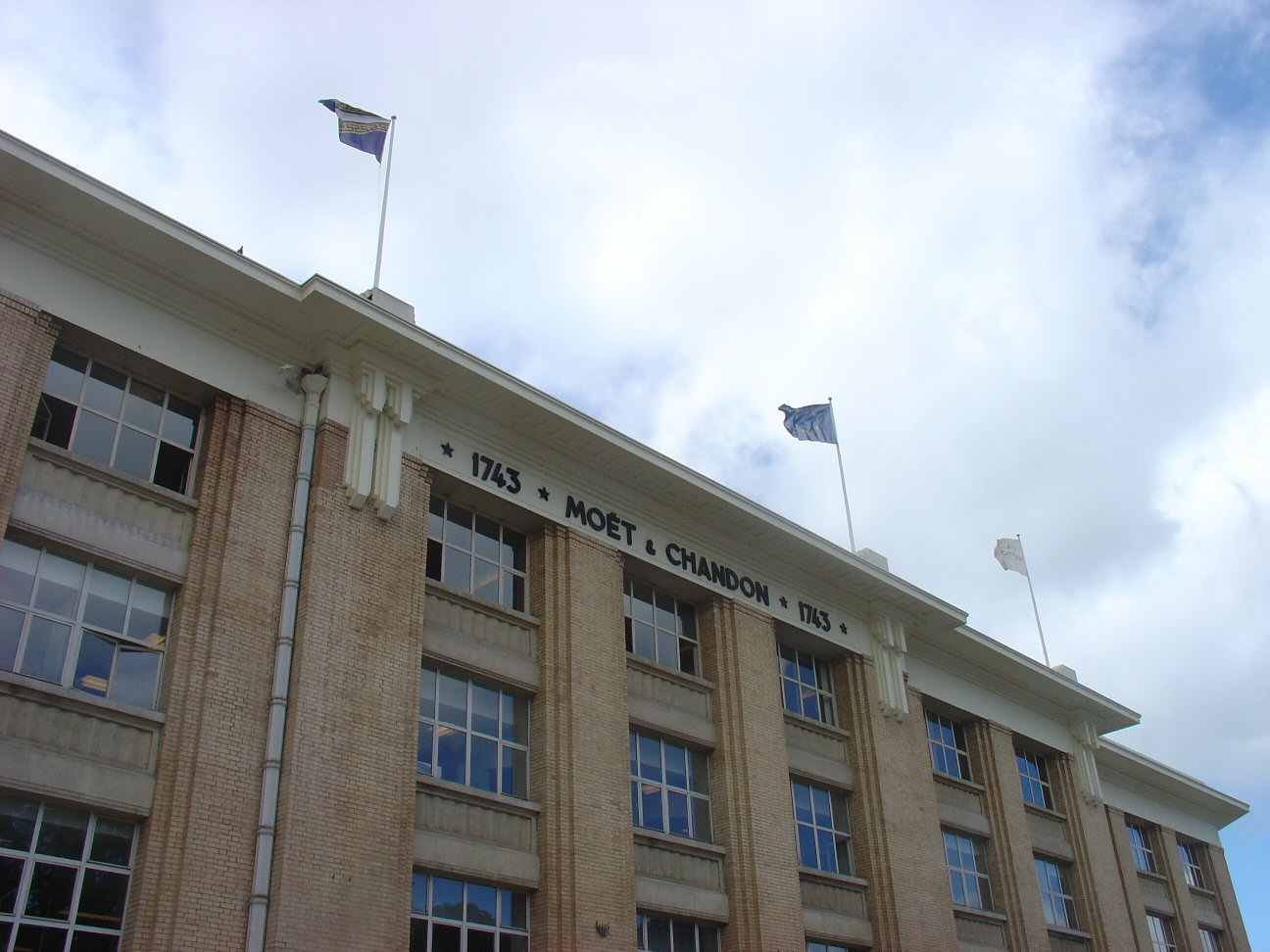
Champagne Moët et Chandon sur l'avenue de Champagne à Épernay.
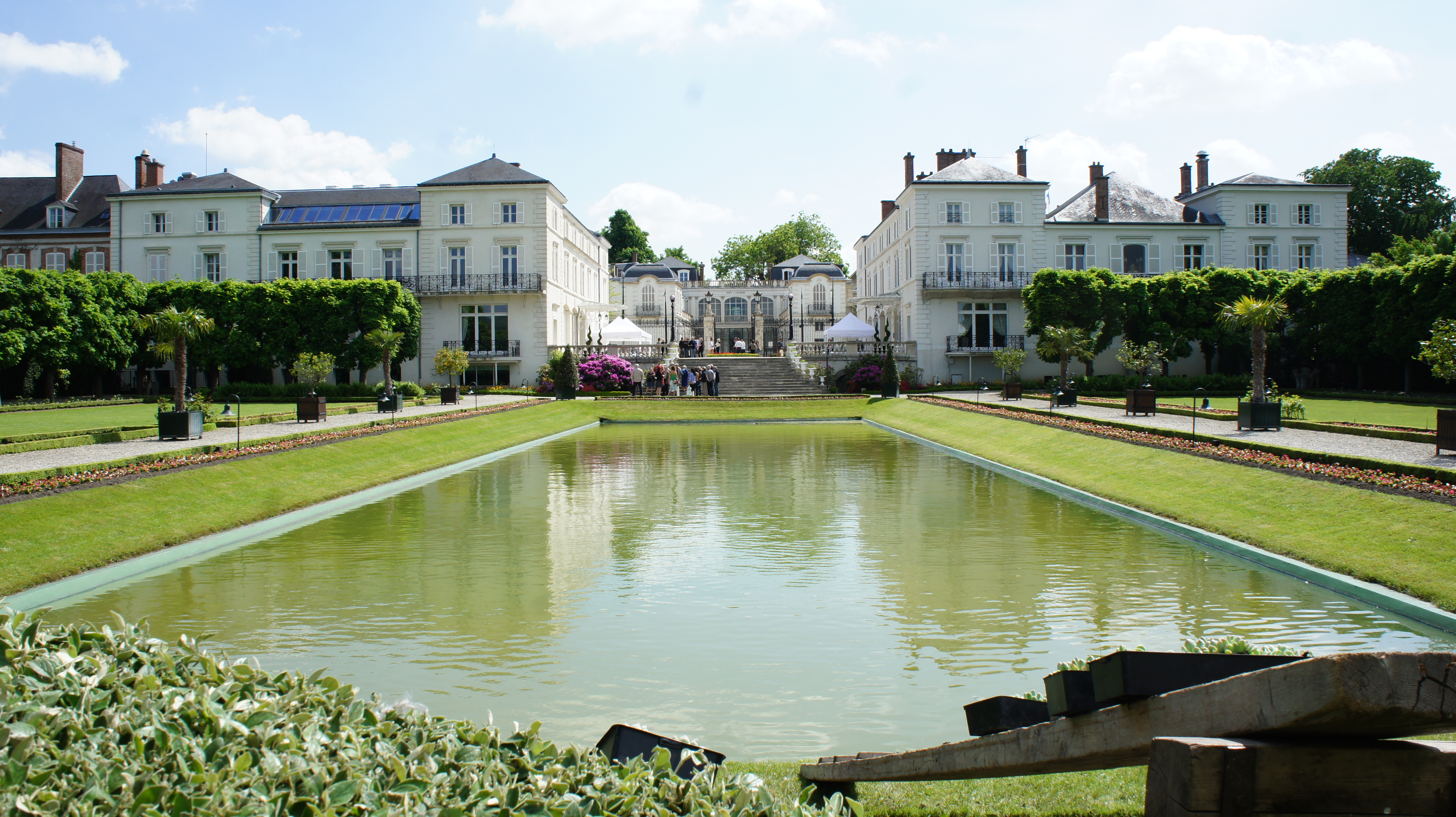
Vue du parc et château Moet & Chandon à cheval sur l'avenue de Champagne à Épernay.
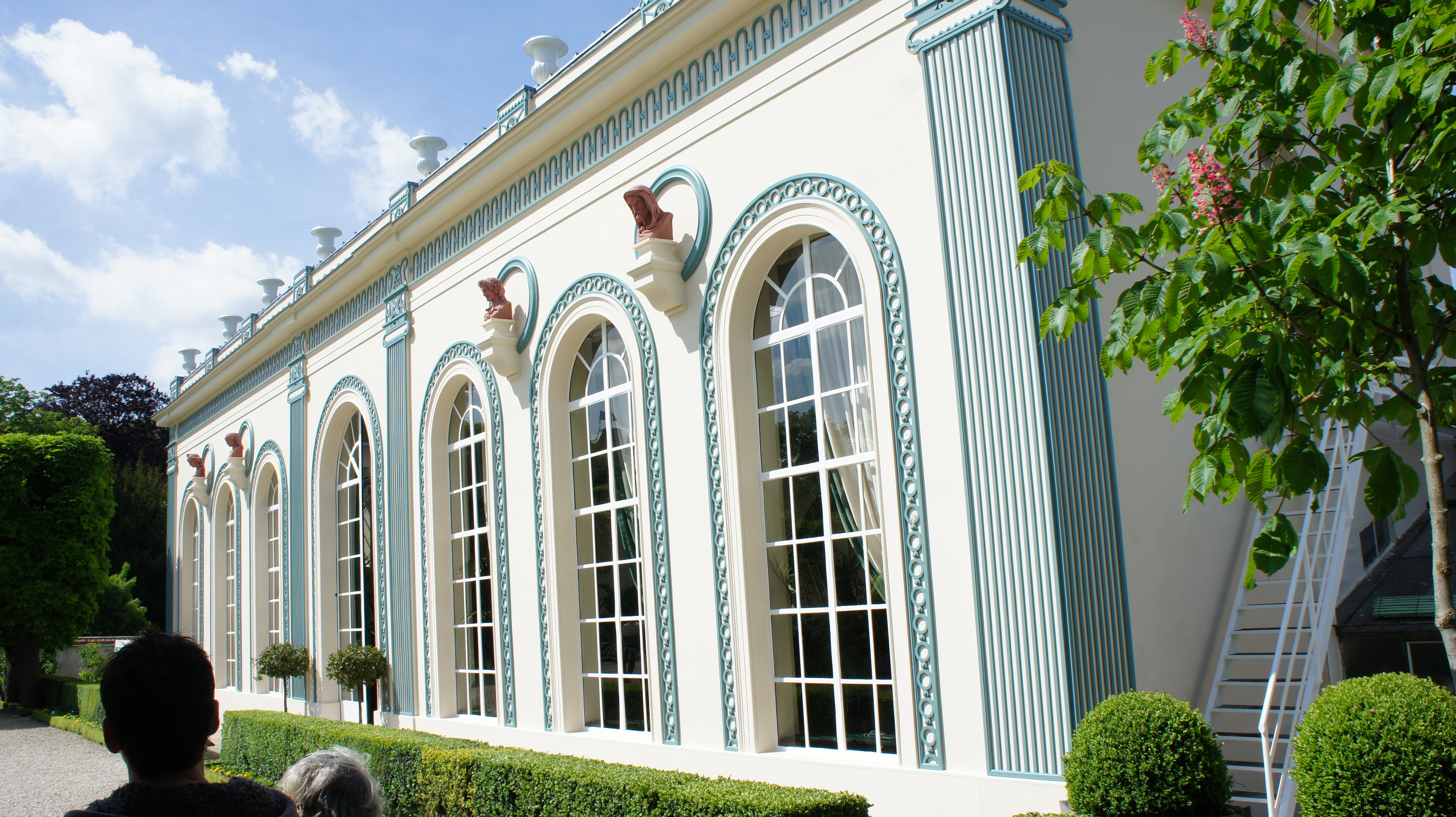
L'Orangerie.
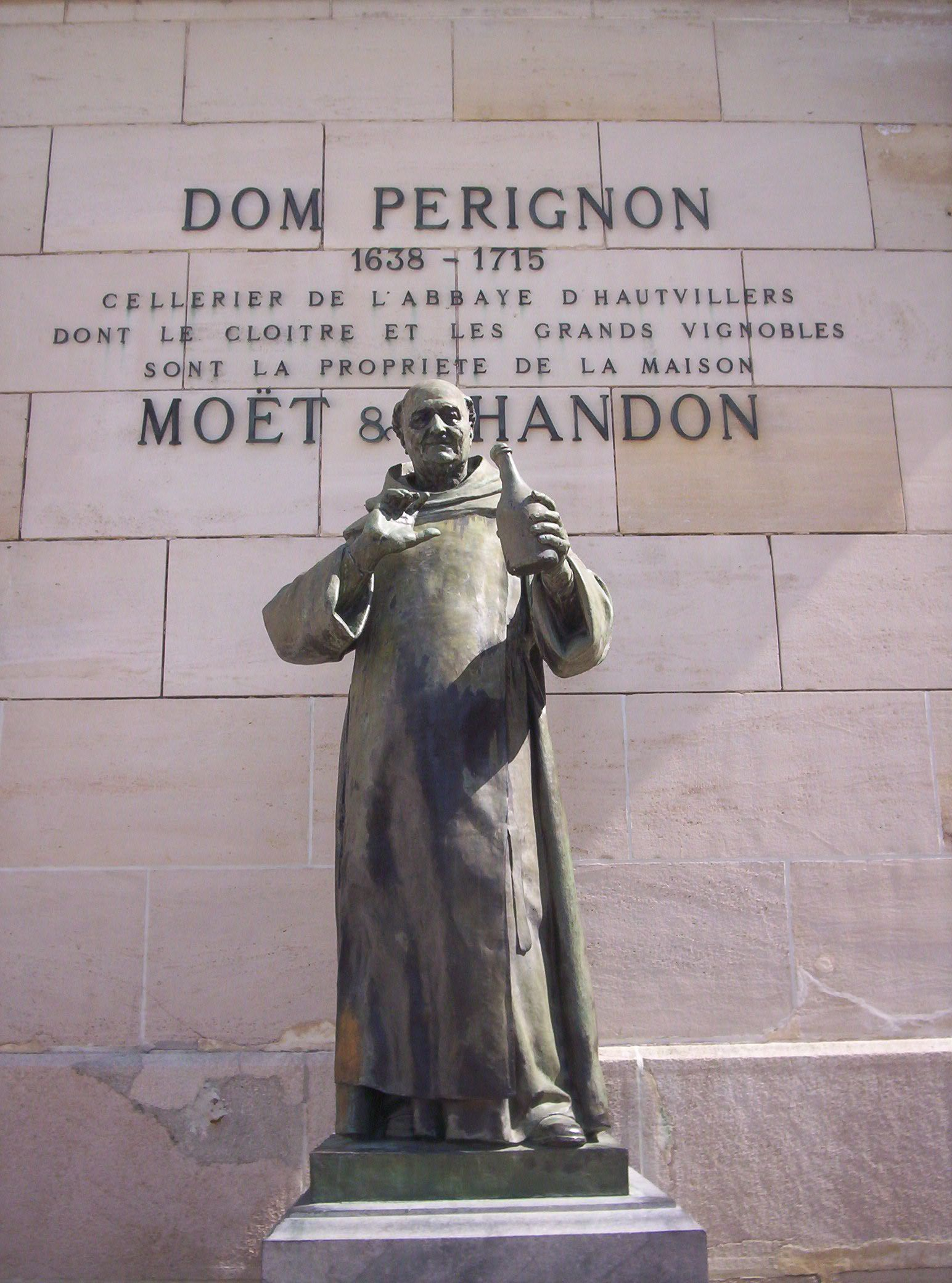
Statue de Dom Pérignon dans la cour du bâtiment principal.
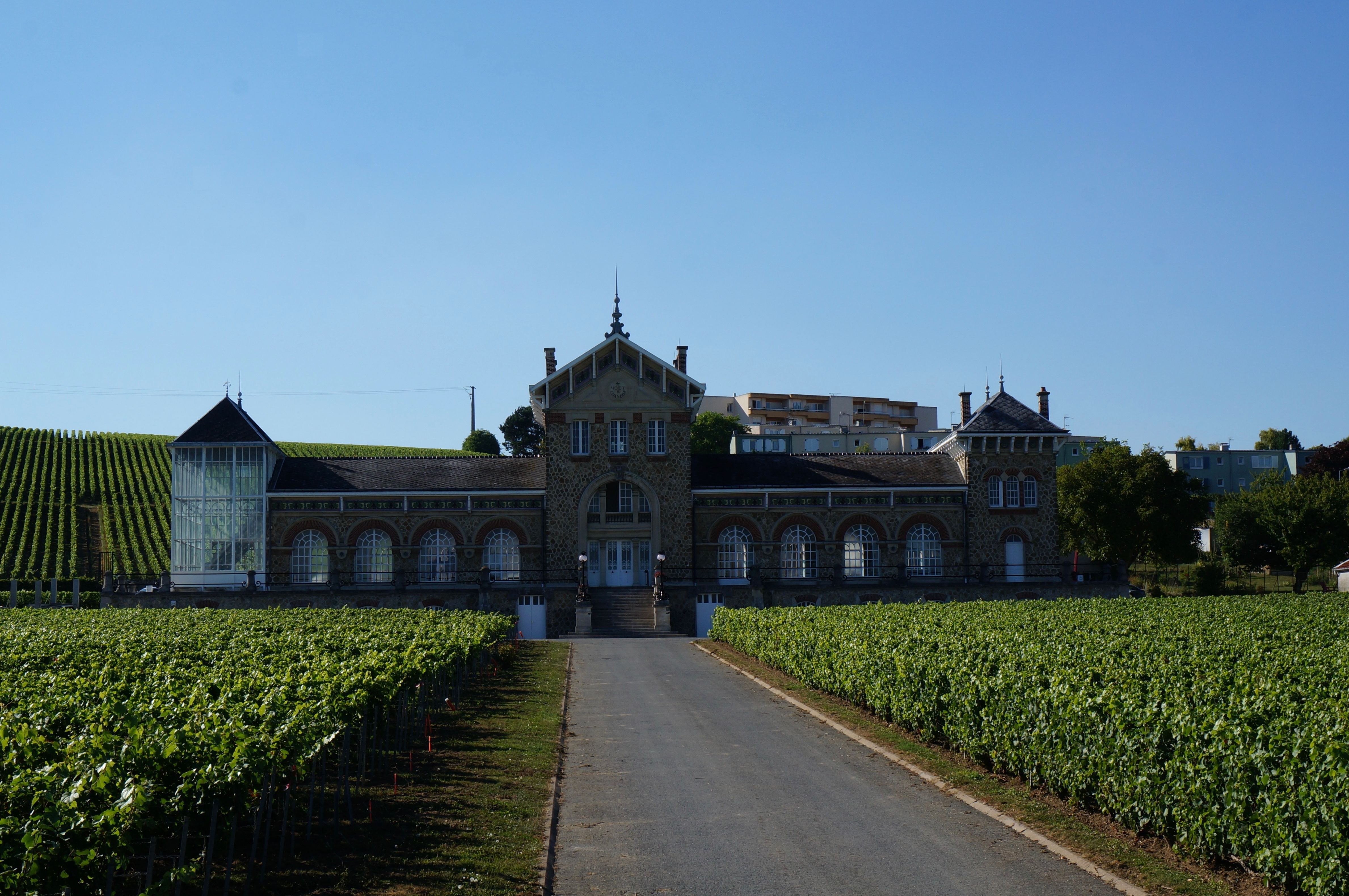
Fort Chabrol.
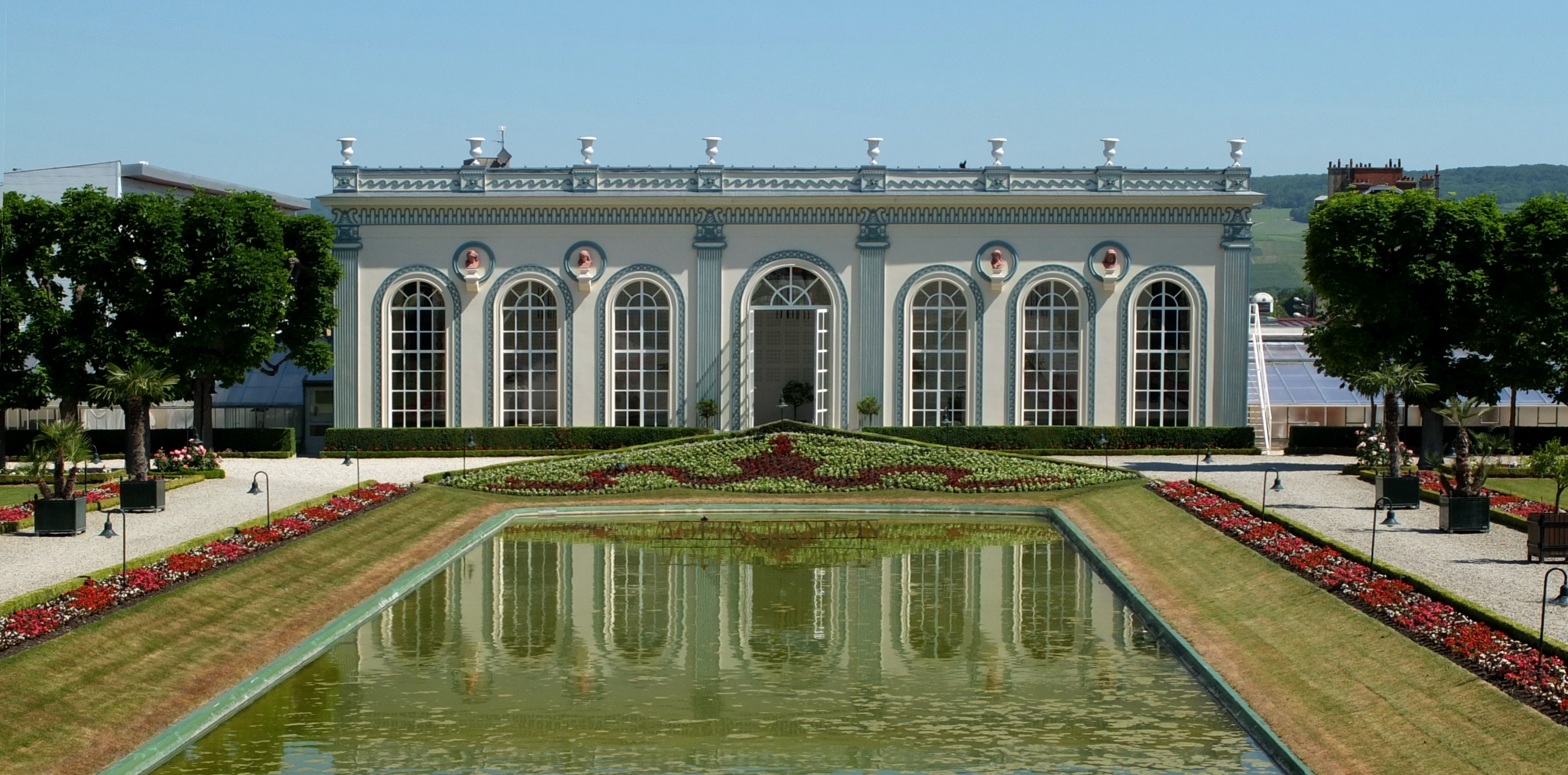
L'Orangerie à Épernay.

## Dans les arts
Plusieurs artistes citent la marque Moët et Chandon dans leurs textes. En particulier, le groupe anglais Queen fait référence à la maison dans sa chanson Killer Queen, dont la protagoniste « garde son Moët et Chandon dans son beau meuble » (en anglais : she keeps her Moët and Chandon in her pretty cabinet).
Alexandre Pouchkine fait référence au « vin béni de Moet » dans son roman en vers Eugène Onéguine (1825-1832).
Plus récemment, le monde du rap fait honneur à Moët & Chandon, à travers 2 chansons, l"hymne du Mozoëzët (1999) du rappeur Zoxea (dont la pochette du vinyl reprend l'étiquette de la bouteille), et le morceau "Chandon et Moët" du rappeur PLK avec Heuss l'Enfoiré.